# Scopula cinnamomata
Scopula cinnamomata là một loài bướm đêm trong họ Geometridae.